# سیارک ۳۵۳۸
سیارک ۳۵۳۸ (به انگلیسی: 3538 Nelsonia، نامگذاری:6548P-L) سه هزار و پانصد و سی و هشتمین سیارک کشف شده‌است که در ۲۴ سپتامبر ۱۹۶۰ کشف شد.
قدر مطلق سیارک برابر ۱۳٫۴۰ است.